# Магомедов, Абдулла-Руслан Абдурахманович
Абдулла-Руслан Абдурахманович Магомедов (28 января 1981; Южно-Сухокумск, ДАССР, СССР) — российский тхэквондист.

## Биография
Абдулла-Руслан Абдурахманович Магомедов родился в 1981 году в посёлке Южно-Сухокумск. 
Выступал за Дагестанский государственный центр боевых искусств. Бронзовый призёр чемпионата Европы 2002 года.